# 野村篁園
野村 篁園（のむら こうえん、安永4年（1775年） - 天保14年6月29日（1843年7月26日））は、江戸時代後期の儒者、漢詩人。名は直温（なおあつ）、字は君玉、通称は兵蔵。別号に静宜軒・西荘・霽荘・玉松山叟・紫芝山樵があり。法号は仁譲院である。

## 経歴
安永4年（1775年）、幕臣・野村直超の子として江戸に生まれる。古賀精里の門に学び、寛政9年（1797年）に家督を継ぐ。享和元年（1801年）に昌平黌教授方出役。文化14年（1817年）に儒者見習となり、天保3年（1832年）儒者（両番上席）となり、浜松藩の儒者としても勤める。天保14年（1843年）に没す。享年69。

## 作風
填詞に長じ、古賀侗庵・小島蕉園らと詩社をむすんだ。門下に友野霞舟・川上麟巷・石川柳渓・設楽翠巌などがいる。篁園の詩は「厳整にして重厚」と評され、江湖社の詩人たちが庶民的であったのに対し、官学派と呼ばれる。
| 飛鳥山         |                                      |
| 茂樾千重掩水坡 | 茂樾 千重して水坡を掩う，            |
| 路従飛鳥影邊過 | 路は飛鳥影辺より過ぎ，               |
| 躋攀不問花零落 | 躋攀 問わず 花の零落せしを，         |
| 獨向晴崖揖遠螺 | 独り晴崖に向って遠螺に揖（ゆう）す。 |

## 著書
- 『篁園詩鈔』
- 『篁園全集』
- 『採花集』
- 『静宜慚藁』
- 『篁園吟草』
- 『篁園集唐』

## 文献
- 徳田武 『野村篁園 館柳湾 江戸詩人選集第七巻』岩波書店、1990年
- 富士川英郎 『江戸後期の詩人たち』麦書房、1966年／平凡社東洋文庫、2012年